# Hector Malot
Hector Malot (La Bouille, 20 de mayo de 1830 - Fontenay-sous-Bois, 17 de julio de 1907) fue un escritor francés nacido en La Bouille, cerca de Ruan. Hijo de un notario, estudió leyes en Ruan pero la literatura terminó siendo su pasión. Trabajó como crítico dramático para Lloyd Français y como crítico literario para L'Opinion Nationale.
Su primer libro, publicado en 1859, fue Les Amants. En total Malot escribió más de 60 libros, pero sus obras más famosas son dos: Sans famille (Sin familia), publicada en 1878, que trata de los viajes de un niño adoptado Remi, vendido a los 8 años al músico callejero Vitalis, que incursiona lugares y amargos momentos, intentando llegar con su madre legítima; y En famille (En familia), publicada en 1893, que cuenta las andanzas de Perrine, una niña de doce años que ha perdido a sus padres y va en busca de su abuelo, pero no se presenta a él como su nieta, pues estaba reñido con su padre, y se va introduciendo en su casa hasta hacerse indispensable.
De estos dos últimos libros se hicieron versiones en anime: una de 51 episodios llamada Remi en 1977 y la otra de 52 capítulos llamada Perrine Monogatari en 1978.
- Datos: Q315003
- Multimedia: Hector Malot / Q315003